# Архітектор

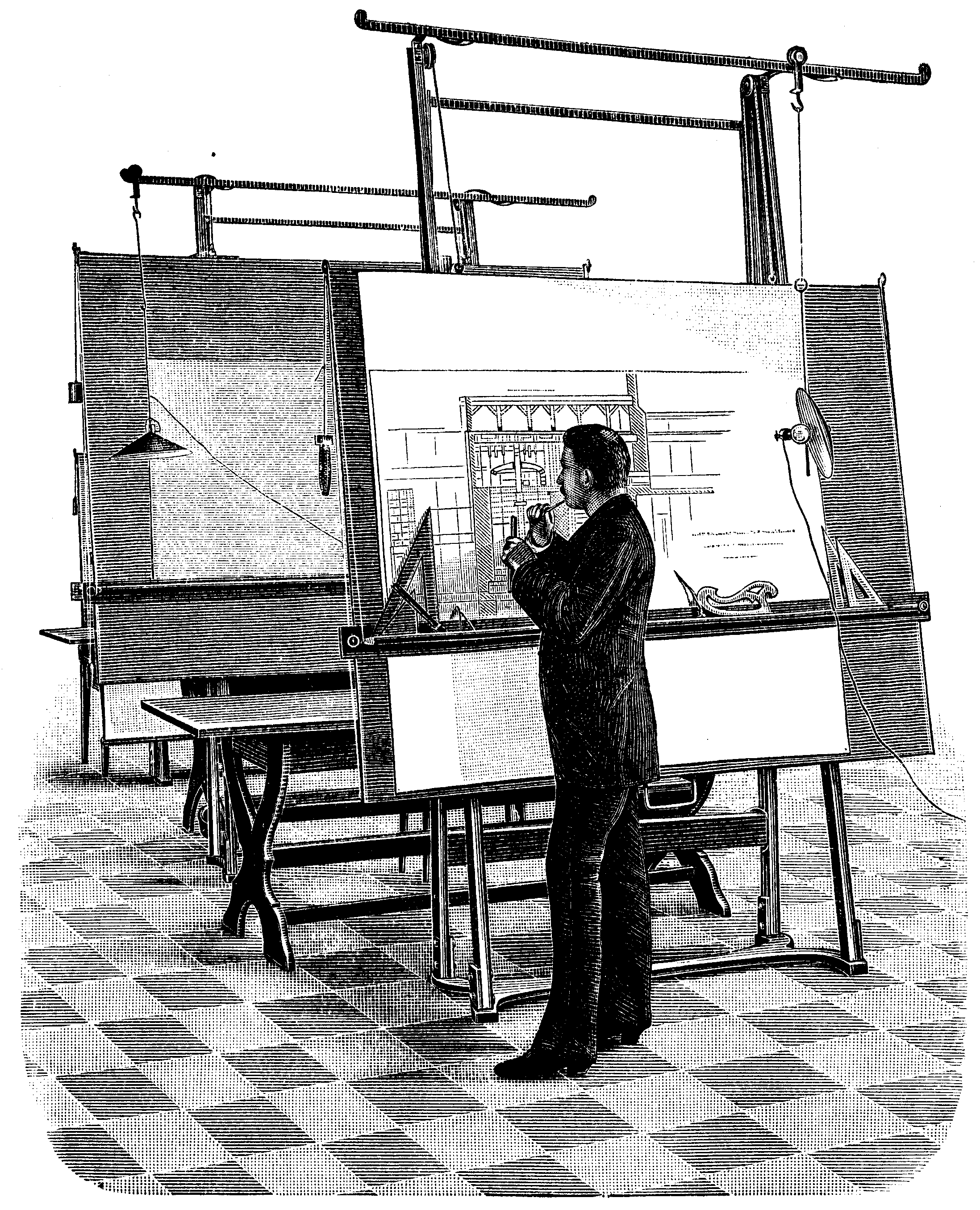
Архітектор біля проєктувальної дошки. Малюнок 1893 року з норвезького видання «Teknisk Ukeblad».

Архіте́ктор, жін. архіте́кторка (грец. arkhitektōn: apxi + tektōn — будівник) — фахівець, який за допомогою матеріально-технічних ресурсів створює проєкт організації простору. Професія охоплює організацію всіх рівнів просторового середовища: від малих форм до великих територіальних систем.

## Засади діяльності
Діяльність архітектора зумовлена вимогами часу та науково-технічним прогресом. Кожна епоха вирізняється своїм баченням організації простору — стилем, що є похідною естетичного втілення науково-технічного прогресу та суспільних вимог до середовища. Проте рисою архітектора є прагнення поліпшити середовище, в якому ми живемо, максимально його ідеалізувати і тим самим створити новочасний стиль.
Архітектор повинен досконало орієнтуватись в сучасності і вміти передбачати майбутнє. Адже об'єкти, створені ним, як правило, «живуть» довше за свого автора.
Архітектор повинен знати психологію людини та вміти запрограмувати сценарій її побуту в просторі таким чином, щоб вона почувалась максимально комфортно.
Функція архітектора не завершується на кресленні. Щоб зрозуміти, що креслити потрібно бути тонким психологом, вміти побачити в людині те, що їй дійсно потрібно, а не те що їй сподобалося. На цьому етапі сучасний архітектор повинен знати чим займається людина, яке в неї хобі, скільки людей житиме в будинку. Не завадить інформація про територію, ґрунти, та сусідів по ділянці, саме цей ресурс потрібно якнайкраще використати.
Початок будівництва потребує участі архітектора, бо це найважливіша стадія діяльності архітектора. Будівельники не знають, що від них хоче архітектор, вони просто не здатні побачити. Це під силу лише архітектору.
Нарешті Ви завершили будівництво, але це ще не кінець діяльності архітектора, на цьому етапі потрібно ввести в експлуатацію вже готову будівлю, інколи цей етап виявляється найскладнішим, і в цьому Вам допоможе саме архітектор.

## Персоналії
- Категорія:Архітектори
- Категорія:Архітекторки
- Категорія:Українські архітектори
- Категорія:Українські архітекторки

## Творчі об'єднання
- Національна спілка архітекторів України

## Підготовка фахівців
Підготовка фахівців проводиться у ВНЗ України за такими спеціальностями:
|    |                                  | Бакалавр | Спеціаліст | Магістр  |
| -- | -------------------------------- | -------- | ---------- | -------- |
| 1. | Архітектура будівель і споруд    | 6.120100 | 7.120101   | 8.120101 |
| 2. | Містобудування                   | 6.120100 | 7.120102   | 8.120102 |
| 3. | Дизайн архітектурного середовища | 6.120100 | 7.120103   | 8.120103 |

- Шифри подано згідно із затвердженим Постановою Кабінету Міністрів України переліком напрямів і спеціальностей [Архівовано 14 жовтня 2006 у Wayback Machine.], за якими здійснюється підготовка фахівців у вищих навчальних закладах за відповідними освітньо-кваліфікаційними рівнями.

Основні вимоги до абітурієнтів:
Абітурієнт має бути підготовлений за програмою повної загальної освіти і мати атестат зрілості або диплом молодшого спеціаліста напряму підготовки 5.120101 — «Архітектура будівель і споруд». Мати розвинені просторові уявлення, творчі здібності до креслення, малюнку, почуття гармонії при вирішенні композиційних завдань.
Вищі навчальні заклади, які готують архітекторів:
- Донбаська національна академія будівництва і архітектури [Архівовано 14 березня 2022 у Wayback Machine.]
- Київський національний університет будівництва і архітектури [Архівовано 5 грудня 2006 у Wayback Machine.]
- Одеська державна академія будівництва і архітектури [Архівовано 9 грудня 2006 у Wayback Machine.]
- Придніпровська державна академія будівництва та архітектури [Архівовано 7 серпня 2011 у Wayback Machine.]
- Харківський національний університет будівництва і архітектури [Архівовано 17 грудня 2006 у Wayback Machine.]
- Харківський національний університет міського господарства імені О. М. Бекетова [Архівовано 11 серпня 2018 у Wayback Machine.]
- Інститут архітектури національного університету «Львівська політехніка» [Архівовано 11 березня 2007 у Wayback Machine.]
- Національний університет водного господарства та природокористування
- Національний університет "Полтавська політехніка імені Юрія Кондратюка"[2]
- Львівський національний аграрний універститет

Присудження наукових ступенів кандидата архітектури і доктора архітектури проводиться відповідно до порядку, затвердженого Вищою атестаційною комісією (ВАК) України за такими спеціальностями:
- 18.00.01 Теорія архітектури, реставрація пам'яток архітектури
- 18.00.02 Архітектура будівель і споруд
- 18.00.04 Містобудування та ландшафтна архітектура

Докладніше: Таблиця: спеціальностей за ВАКом#18 Архітектура архітектурно-будівельна майстерня

## Галерея архітектурних творів

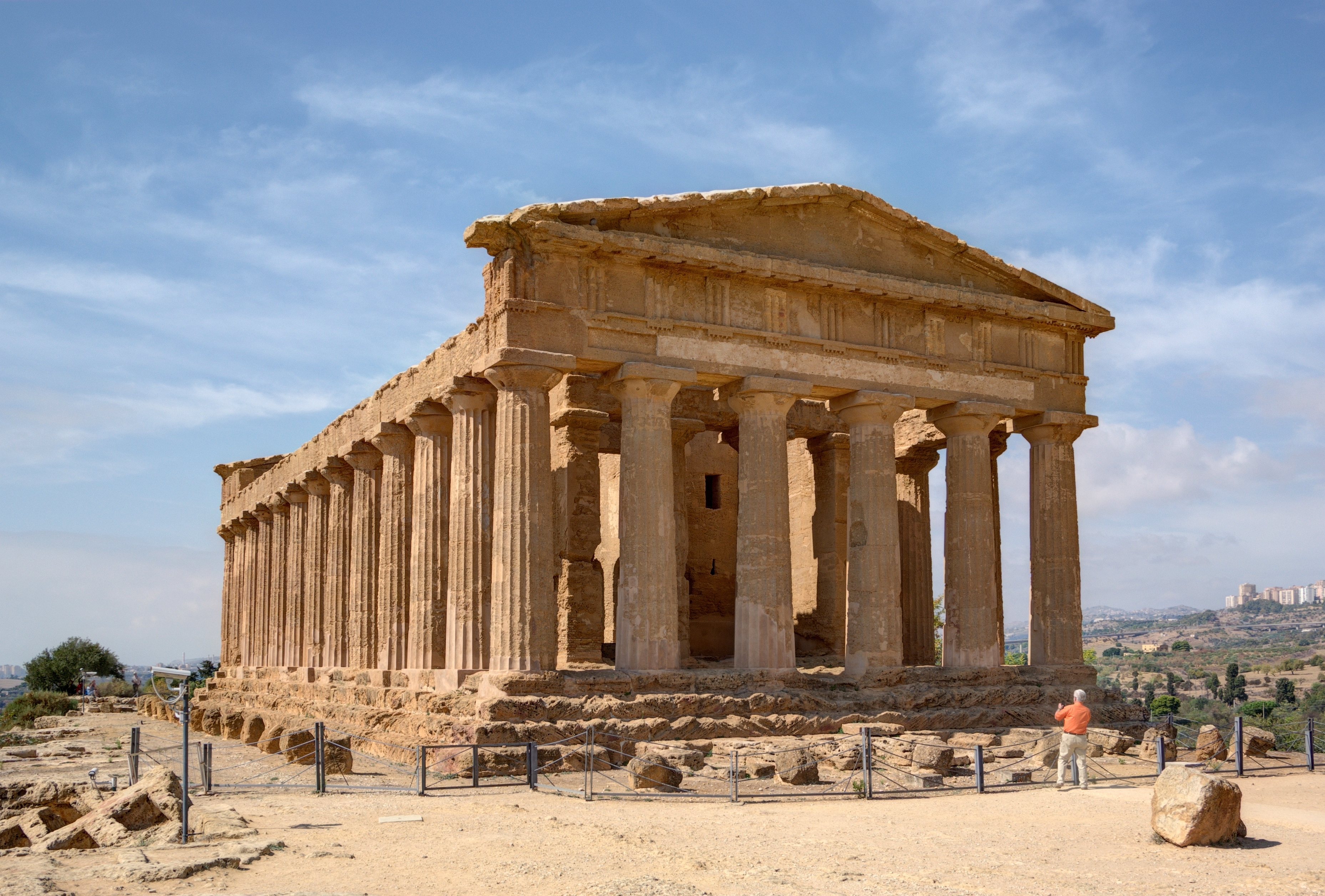
Агрідженто, Італія. Храм згоди.
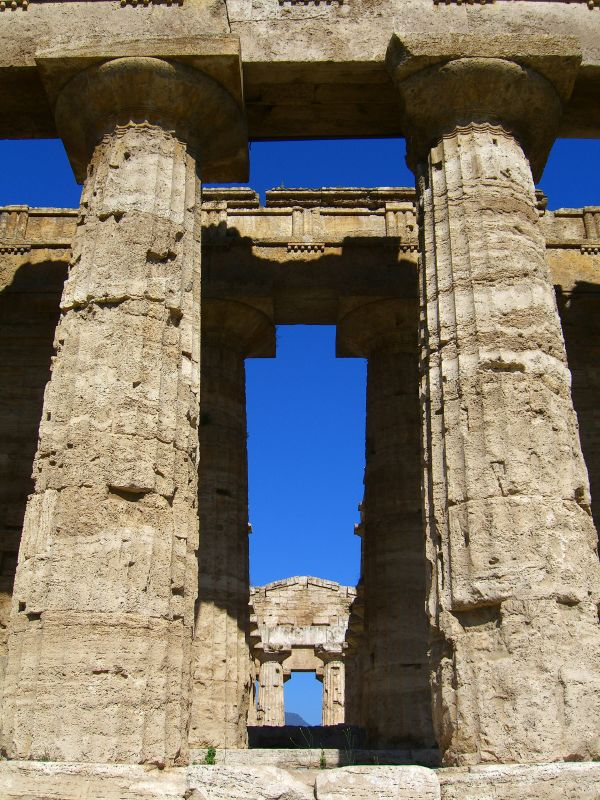
Колони храму Афіни з пісковику, Пестум.
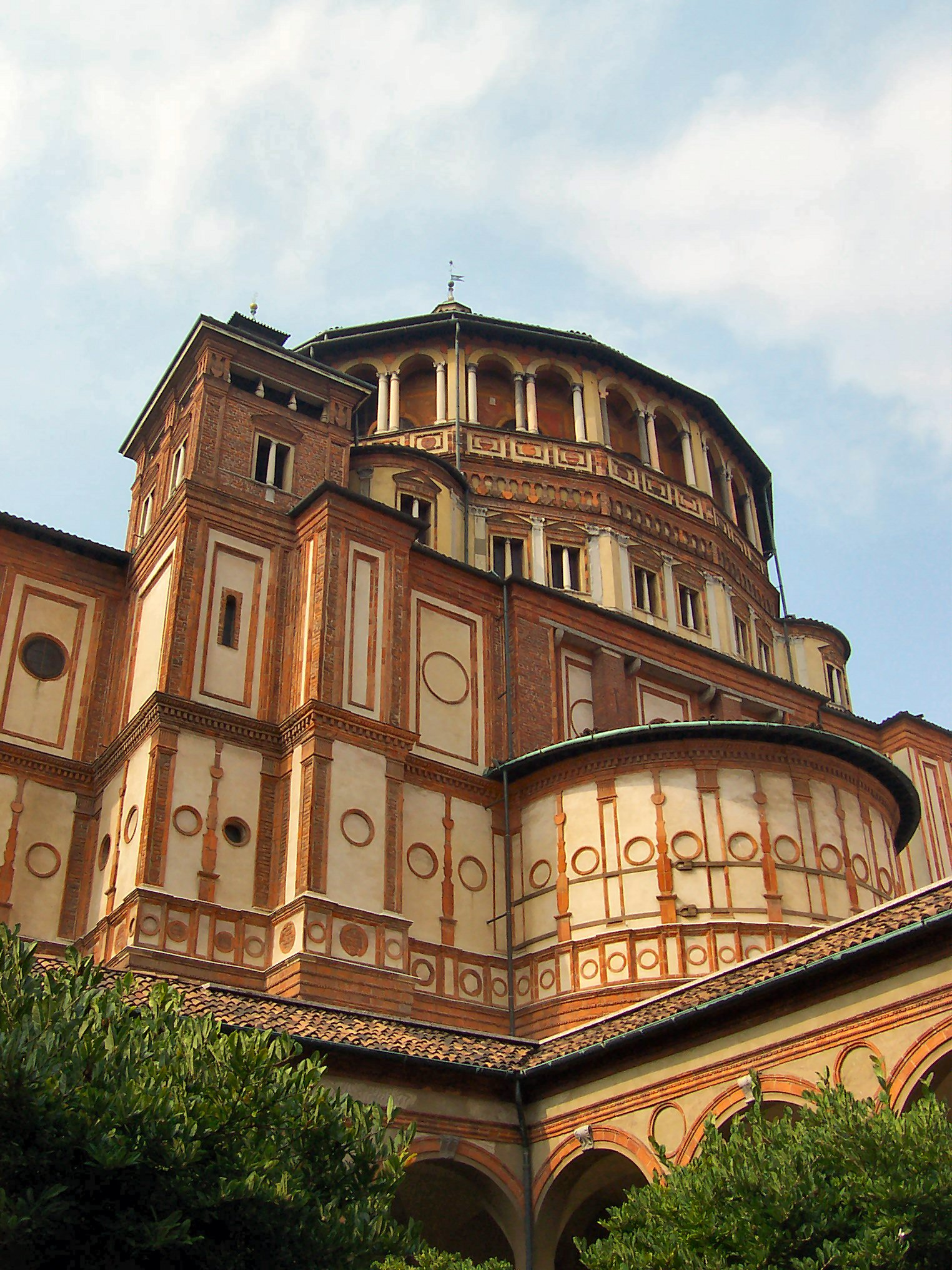
Вівтарна частина церкви Санта-Марія-делле-Граціє, Мілан.
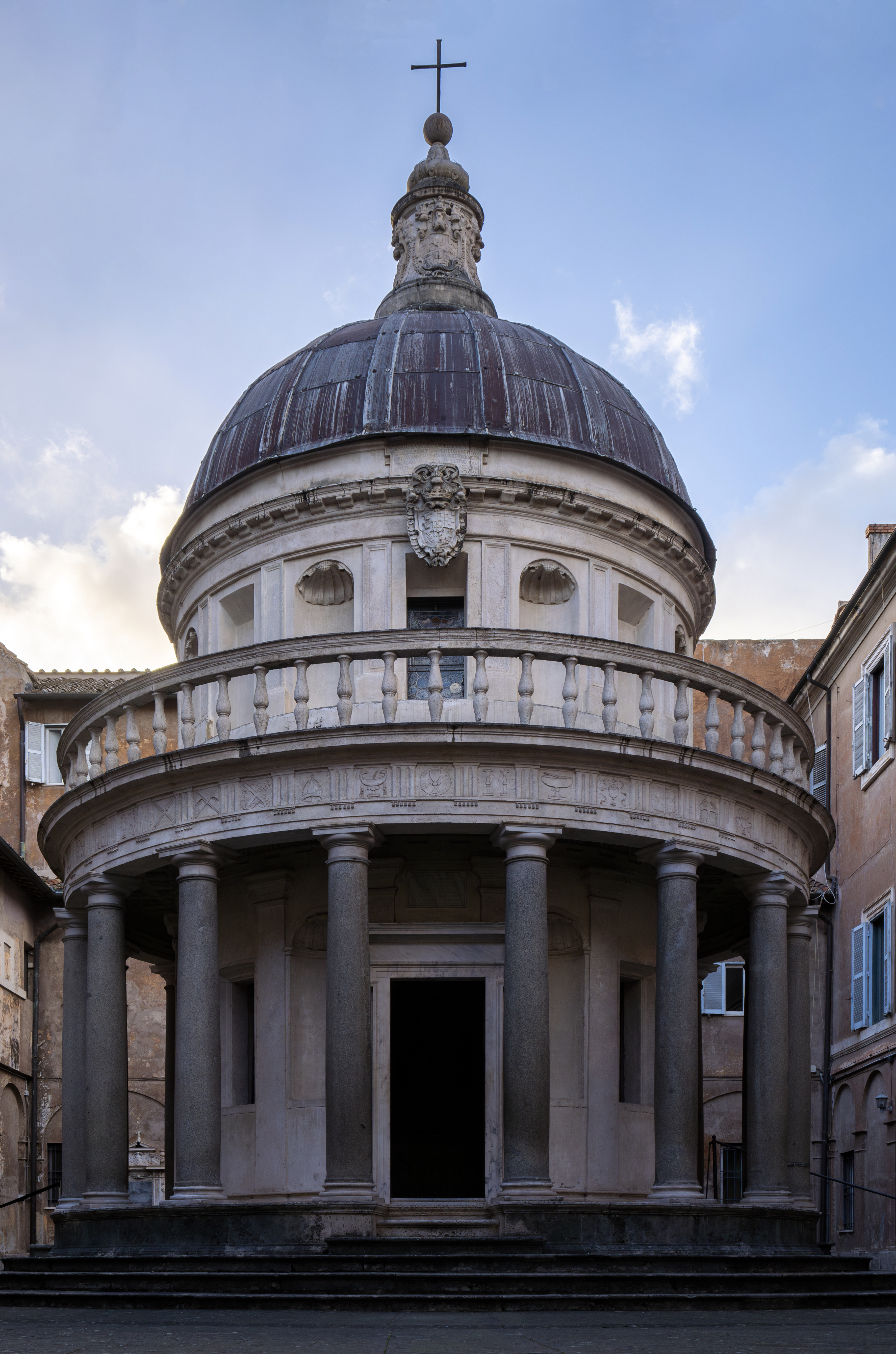
Маленький храм Браманте (Темп'єтто), Рим.
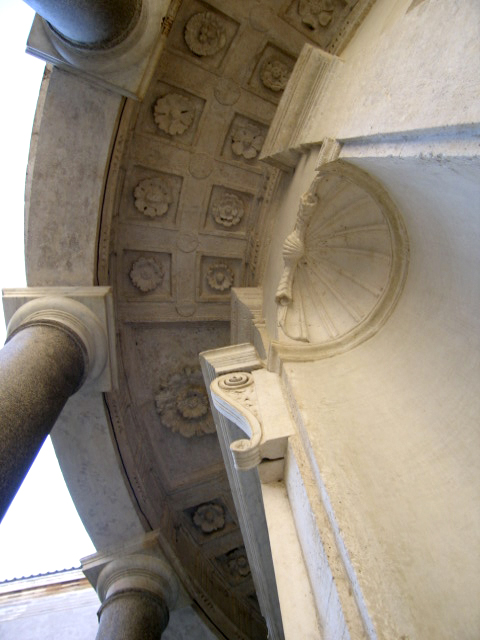
Маленький храм Браманте. Напівциркульна ніша з мушлею.
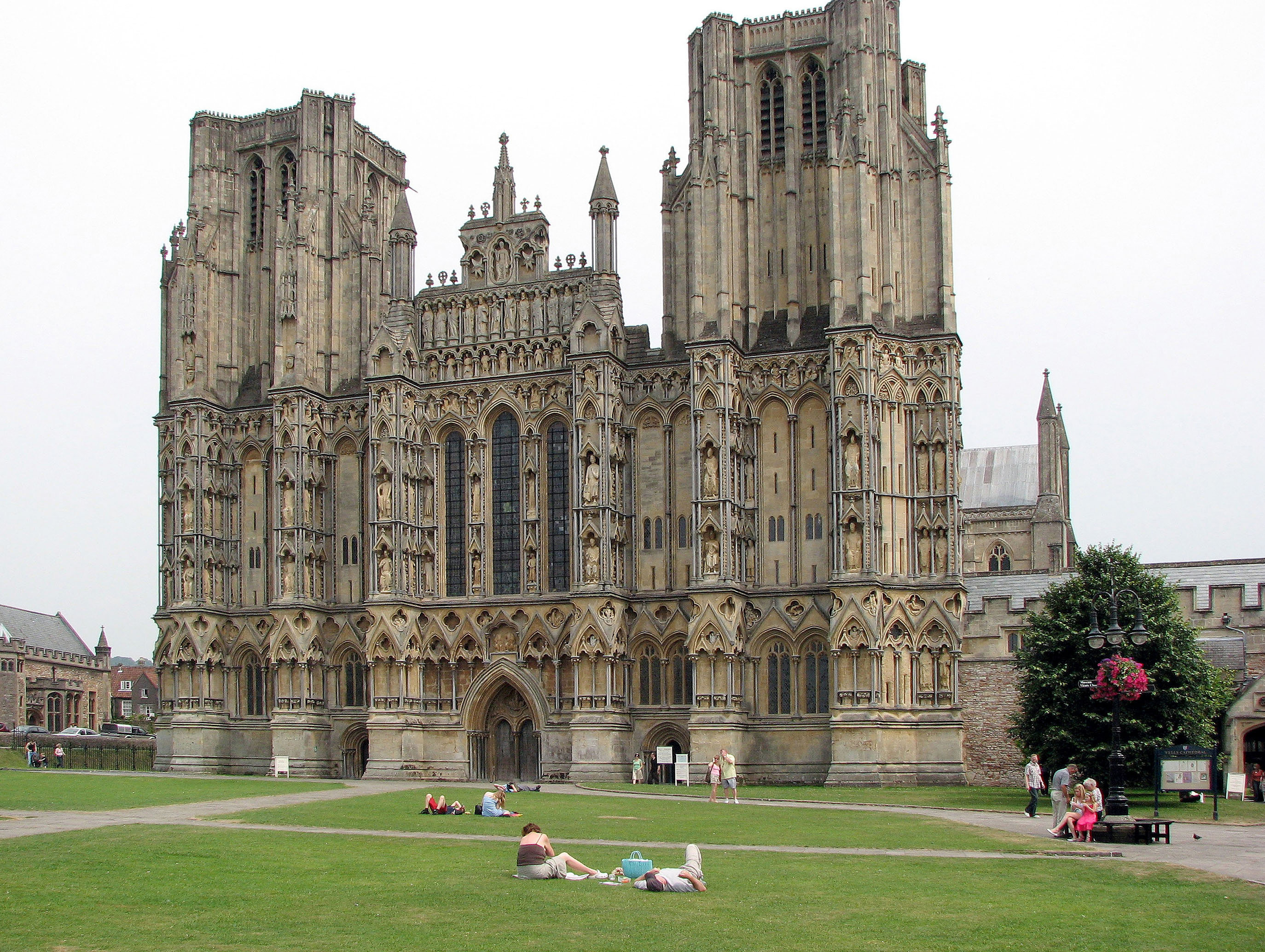
Сомерсет, Кафедральний собор, Британія.
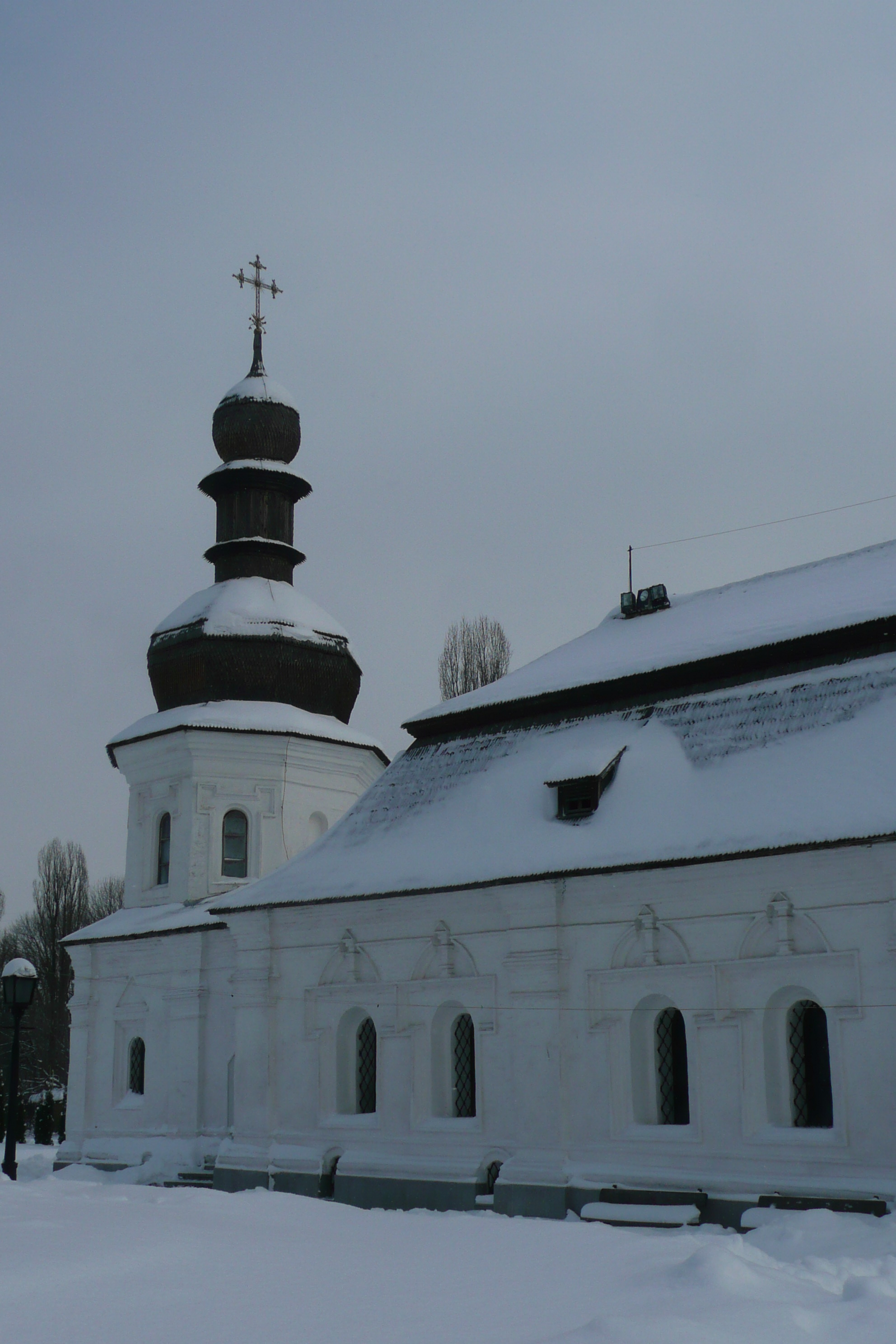
Трапезна з церквою Івана Богослова, 1713 р. Михайлівський монастир (Золотоверхий), Київ.
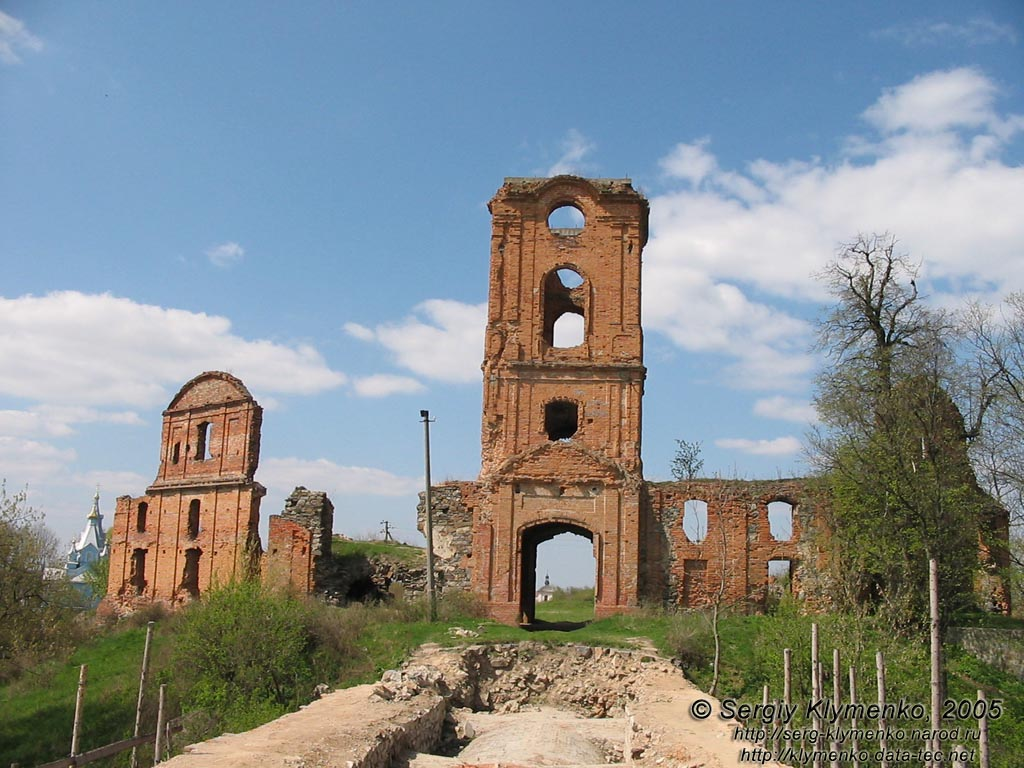
Корецький замок, Україна.
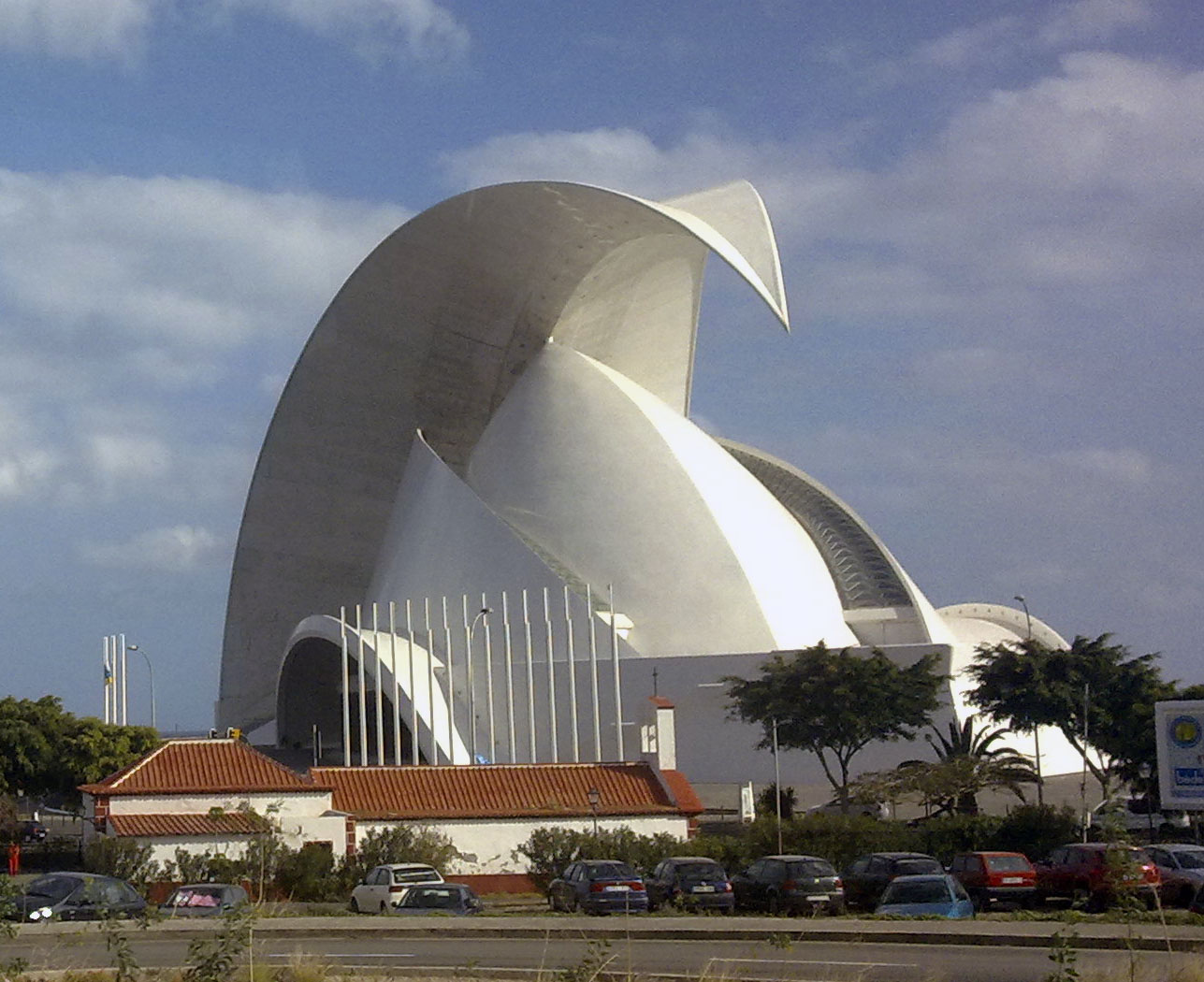
Сантьяго Калатрава, Аудиторіум, Санта-Крус-де-Тенерифе.